# Autoroute A 2
Die Autoroute A 2 (französisch für ‚Autobahn A 2‘) ist eine französische Autobahn, die auf einer Gesamtlänge von 76 Kilometern die Autobahn A 1 mit der belgischen Autobahn 7 verbindet. Sie beginnt in der Nähe der Gemeinde Combles im Département Somme und endet an der belgischen Grenze. Auf ihrer gesamten Länge ist sie ein Teil der Europastraße 19.
Die Autobahn wird im Bereich zwischen Combles und Hordain von der Autobahnbetreibergesellschaft SANEF als Mautautobahn betrieben sowie im weiteren Verlauf vom Hauts-de-France bis zur belgischen Grenze.